# Maria de Eça
Maria de Eça foi uma ilustre senhora portuguesa do século XVI.

## Biografia
D. Maria de Eça era filha de D. Vasco de Eça e de sua mulher Guiomar da Silva.
Mulher de D. Afonso de Noronha, Capitão de Ceuta, seu marido foi chamado ao Reino em 1548, e D. João III de Portugal encarregou-a de o substituir no Governo da Praça. De tal missão se desempenhou a nobre dama com zelo e autoridade, recebendo e expedindo a correspondência oficial, sendo tratada e conhecida por Capitoa nos documentos da época: "ilustrissima señora doña Maria d'Eça capitoa y gobernadora de la cibdad de Cepta" (Anais de Arzila, II, 417, 425).